# 4045 Lowengrub
4045 Lowengrub (1953 RG) là một tiểu hành tinh nằm phía ngoài của vành đai chính được phát hiện ngày 9 tháng 9 năm 1953 bởi Đại học Indiana ở Brooklyn.